# Kii, Shchek y Joriv

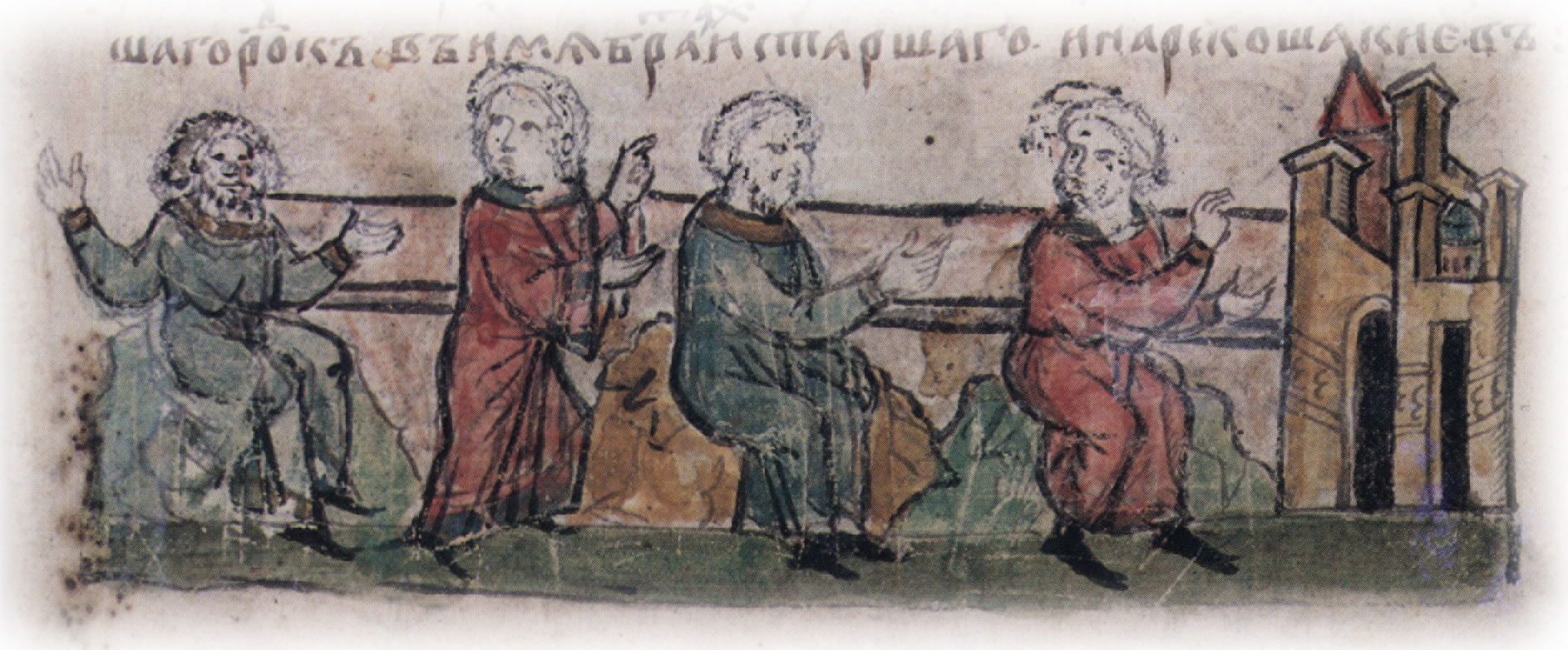
Los cuatro fundadores de Kiev. Crónica de Radziwiłł,

Kii, Schek y Joriv (en ucraniano: Кий, Щек, Хорив) son tres hermanos legendarios, a veces mencionados junto a su hermana Lýbid (en ucraniano: Либідь), quienes, según la Crónica de Néstor, fueron los fundadores de la ciudad de Kiev, actual capital de Ucrania. Según el relato, los habitantes de Kiev informaron a su conquistador, Askold, que "había tres hermanos, Kii, Schek y Joriv.  Ellos fundaron esta ciudad y murieron, y ahora estamos aquí y pagamos impuestos a sus parientes los Jázaros."
En español, el nombre del fundador principal de Kiev se escribe Kii o Kü; algunas fuentes anglófonas lo llaman en inglés Ki, Kii, ó, procedente del armenio, Kuar. En español, la letra cirílica Щ se transcribe preferentemente como Sch, a diferencia del inglés en el que históricamente se transcribe como Shch. A Joriv alternativamente lo llaman, también en inglés, Khoriv.

## Trasfondo histórico para la leyenda
Excavaciones arqueológicas demuestran que Kiev fue un antiguo asentamiento del siglo VI. Algunos especulan que Kii era una persona real, un kniaz (príncipe) de la tribu de los polanos orientales.
La leyenda de Kii, Schek y Joriv, junto a su hermana Lýbid, puede ser interpretada como un ejemplo común de proceso mitológico mediante el cual los nombres geográficos son personificados e incorporados a los mitos fundacionales de lugares, a menudo llamados como sus antepasados.
Hay diferentes teorías sobre el origen de los nombres; entre la más populares se encuentra que la leyenda de los tres hermanos y su hermana es un intento de explicar la toponimia de Kiev. Kii parece ser derivado de una palabra turca que significa "ribera del río", y denota la ribera derecha (occidental) del río Dniéper donde el primer asentamiento se localizaba.  Schek y Joriv, de acuerdo a esta teoría, representan las actuales montañas Schekavitsia y Jorevitsia en el centro de Kiev, mientras que Lýbid es el río actual, un tributario derecho del Dniéper e importante paisaje en la ciudad.  
Empero, Julius Brutzkus afirma que el nombre Kiev deriva de las palabras túrquicas Küi que significa llanura costera, ribera o muelle, y denotaría la ribera derecha (occidental) del río Dniéper donde el primer asentamiento se localizaba, y ev, que denota asentamiento: esto es, Kiev significaría "pueblo del muelle" o "poblado de la ribera", o incluso "caserío del playón".

## Tributos modernos
Además de sus correspondientes montañas y ríos, hay calles Schekavitska y Joreva en el antiguo vecindario de Kiev, Podil.
Durante la época soviética en la ciudad, Kii, Schek, Joriv y Lýbid fueron representados (de pie en un bote antiguo) en una escultura en el parque Navodnytski Park. La escultura pronto se convertiría en un símbolo de la ciudad y ha sido reutilizada desde entonces. En la década del 2000 otra estatua fue instalada en la Plaza de la Independencia (Maidán Nezalézhnosti).